# الکساندراواک، ورانج
الکساندراواک، ورانج (به لاتین: Aleksandrovac, Vranje}} یک منطقهٔ مسکونی در صربستان است که در Pčinja District واقع شده‌است.

## خصوصیات
الکساندراواک ۵۲۷ نفر جمعیت دارد.